# Municipio de Kittrell
El municipio de Kittrell (en inglés: Kittrell Township) es un municipio ubicado en el  condado de Vance en el estado estadounidense de Carolina del Norte. En el año 2010 tenía una población de 5.822 habitantes.

## Geografía
El municipio de Kittrell se encuentra ubicado en las coordenadas 36°14′4.53″N 78°26′51.99″O / 36.2345917, -78.4477750.